# Lis (Lučani)
Pour les articles homonymes, voir Lis.
Lis (en serbe cyrillique : Лис) est un village de Serbie situé dans la municipalité de Lučani, district de Moravica. Au recensement de 2011, il comptait 210 habitants.

## Démographie
| 1948 | 1953 | 1961 | 1971 | 1981 | 1991 | 2002 | 2011 |
| ---- | ---- | ---- | ---- | ---- | ---- | ---- | ---- |
| 599  | 620  | 545  | 475  | 376  | 303  | 257  | 210  |

|  |